# 埃爾森湖 (格林海德)
52°27′24″N 13°53′8″E / 52.45667°N 13.88556°E

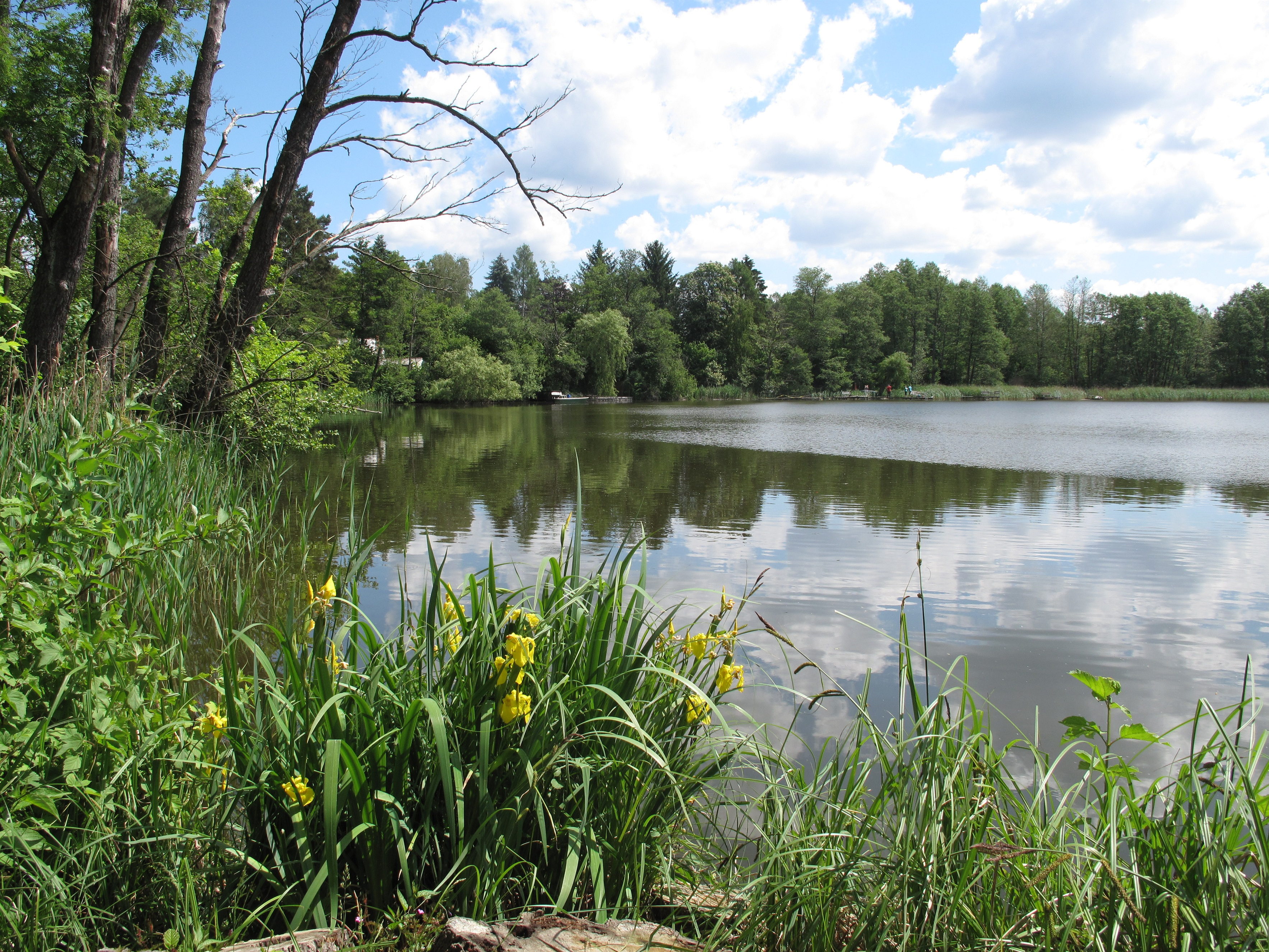

埃爾森湖（德語：Elsensee），是德國的湖泊，位於該國東北部，由勃蘭登堡州負責管轄，處於奧得-施普雷縣，長1.4公里、寬0.6公里，面積0.18平方公里，海拔高度39米，平均水深2米，最大水深3.5米。